# Вовчик (Конотопський район)
Во́вчик — село в Україні, у Бочечківській сільській громаді Конотопського району Сумської області. Населення становить 19 осіб. Колишній орган місцевого самоврядування — Козацька сільська рада.

## Географія
Село Вовчик розташоване у великому дубовому лісі, неподалік від витоків річки Канава Нова Косова.
Біля села багато іригаційних каналів.
Через село пролягає автомобільний шлях Т 1907.

## Історія
- У першій половині XIX століття в селі був побудований цукровий завод. Місце для спорудження заводу було обране не випадково, бо тут вирощувалося багато цукрових буряків, а також було достатньо лісу та дешевої робочої сили. Після скасування кріпацтва колишні кріпаки працювали на цукроварні і в економіях. Завод діяв до 1921—1923 років, а потім, у зв'язку з відсутністю залізничних вагонів, був демонтований і перевезений в іншу місцевість.
- Село постраждало внаслідок геноциду українського народу, проведеного окупаційним урядом СССР 1923—1933 та 1946–1947 роках.

## Населення

### Мова
Розподіл населення за рідною мовою за даними :
| Мова       | Кількість | Відсоток |
| ---------- | --------- | -------- |
| українська | 19        | 100%     |

## Відомі люди
- Якимчук Улян Агафонович — робітник Зміївської ГРЕС імені Г. М. Кржижановського, Харківська область, Герой Соціалістичної Праці.